# Wielichowo
Wielichowo is een stad in het Poolse woiwodschap Groot-Polen, gelegen in de powiat Grodziski. De oppervlakte bedraagt 1,24 km², het inwonertal 1769 (2005).

## Verkeer en vervoer
- Station Wielichowo

## Geboren
- Zdzisław Krzyszkowiak (3 augustus 1929), atleet